# The Voice Japan
『The Voice Japan』（ザ・ヴォイス・ジャパン）は、2023年4月9日から5月7日までテレビ東京系列の一部で放送されていた音楽オーディション番組。

## 概要
ザ・ヴォイスの日本版。基本的なルールは本家オランダ版やアメリカ版とほぼ同じである。
エミー賞を4度受賞する世界最高峰の音楽オーディション番組『The Voice Japan』が、4月9日にテレビ東京系列にて第1回目が放送された。
番組では様々な背景を持ったボーカリストたちが「ブラインド・オーディション」に挑戦。トップアーティスト4人が「コーチ」として「ブラインド・オーディション」にて外見や衣装、年齢などに影響されないよう、ステージに背を向け座った状態でボーカリストの歌声を聞き、「声」だけを評価していく。合格ならイスが回転し、コーチはその時点で初めてボーカリストを見ることができる。
5月7日にシーズン1の最終回を迎えた。シーズン2の開催は未定。

## 出演者

### 進行
- 川平慈英

### 審査員
- スガ シカオ
- 仲宗根泉（HY）
- マキシマムザ亮君（マキシマム ザ ホルモン）
- 優里